# Ryssjön, Gästrikland
Ryssjön var en sjö, nu våtmark, i Gävle kommun i Gästrikland och ingår i Hamrångeån-Testeboåns kustområde. Sjön hade en area på 0,0633 kvadratkilometer och ligger 59 meter över havet.

## Delavrinningsområde
Ryssjön ingår i det delavrinningsområde (674465-156392) som SMHI kallar för Mynnar i Björkeån. Medelhöjden är 73 meter över havet och ytan är 11,48 kvadratkilometer. Det finns inga avrinningsområden uppströms utan avrinningsområdet är högsta punkten. Vattendraget som avvattnar avrinningsområdet har biflödesordning 2, vilket innebär att vattnet flödar genom totalt 2 vattendrag innan det når havet efter 24 kilometer. Avrinningsområdet består mestadels av skog (91 procent). Avrinningsområdet har 0,06 kvadratkilometer vattenytor vilket ger det en sjöprocent på 0,5 procent.